# الطريق السريع أكادير تزنيت
الطريق السريع أغادير - تزنيت هو جزء صغير من الطريق الوطني رقم 1 الذي يؤدي إلى العيون، في الصحراء الغربية.

## المخارج
- : مجمع سياحي أغادير فونتي بيتش
- : مركز التسوق مرجان أكادير فونتي
- : المخيم العسكري إنزكان
- : إنزكان